# 1970-es magyar atlétikai bajnokság
Az 1970-es magyar atlétikai bajnokság a 75. bajnokság volt. A csapat 50 km-es gyaloglásban nem avattak bajnokot, mert az indulók közül egyik sem fejezte be a versenyt teljes létszámmal. Megszűnt az 1969-ben egyszer megrendezett női 200 m-es gátfutás.

## Eredmények

### Férfiak
| Versenyszám                        | Arany                                                                                   | Arany                                                  | Ezüst                                                                                    | Ezüst                                                  | Bronz                                                                                | Bronz                                                  |
| ---------------------------------- | --------------------------------------------------------------------------------------- | ------------------------------------------------------ | ---------------------------------------------------------------------------------------- | ------------------------------------------------------ | ------------------------------------------------------------------------------------ | ------------------------------------------------------ |
| 100 m                              | Farkas Tibor Bp. Honvéd                                                                 | 10,5                                                   | Mihályfi László BEAC                                                                     | 10,6                                                   | Sille József Tatabányai Bányász                                                      | 10,7                                                   |
| 200 m                              | Farkas Tibor Bp. Honvéd                                                                 | 21,1                                                   | Fügedi József Újpesti Dózsa                                                              | 21,3                                                   | Bátori István Újpesti Dózsa                                                          | 21,4                                                   |
| 400 m                              | Rózsa István MTK                                                                        | 47,8                                                   | Bátori István Újpesti Dózsa                                                              | 48,1                                                   | Fügedi József Újpesti Dózsa                                                          | 48,2                                                   |
| 800 m                              | Zsinka András Újpesti Dózsa                                                             | 1:50,8                                                 | Fekete Sándor Újpesti Dózsa                                                              | 1:50,9                                                 | Szatmári Sándor Bp. Honvéd                                                           | 1:51,1                                                 |
| 1500 m                             | Mohácsi Péter MTK                                                                       | 3:49,3                                                 | Honti Róbert Pécsi VSK                                                                   | 3:49,5                                                 | Török János Bp. Honvéd                                                               | 3:49,8                                                 |
| 5000 m                             | Mecser Lajos Salgótarjáni BTC                                                           | 14:04,4                                                | Simon Dénes Bp. Spartacus                                                                | 14:09,4                                                | Szerényi János Bp. Vasas                                                             | 14:10,6                                                |
| 10 000 m                           | Mecser Lajos Salgótarjáni BTC                                                           | 29:14,8                                                | Simon Dénes Bp. Spartacus                                                                | 29:36,0                                                | Dudás István Komlói Bányász                                                          | 29:36,6                                                |
| 4 × 100 m október 12–13.           | Rábai Gyula Fügedi József Bátori István Pajor Ferenc Újpesti Dózsa                      | 41,4                                                   | Papp György Kalocsai Henrik Aradi János Farkas Tibor Bp. Honvéd                          | 41,5                                                   | Mátravölgyi Béla Rózsa István Földesi József Koppányi Zsolt MTK                      | 42,1                                                   |
| 4 × 200 m                          | Spánik Ágoston Hajdú Lajos Gyulai István Mihályfi László BEAC                           | 1:25,6                                                 | Pajor Ferenc Fekete Sándor Bátori István Fügedi József Újpesti Dózsa                     | 1:25,7                                                 | Papp György Aradi János Kövesdi István Farkas Tibor Bp. Honvéd                       | 1:25,8                                                 |
| 4 × 400 m                          | Bátori István Zsinka András Fekete Sándor Fügedi József Újpesti Dózsa                   | 3:14,4                                                 | Földesi József Koppányi Zsolt Mohácsi Péter Rózsa István MTK                             | 3:20,5                                                 | Benkovics László Honti Róbert Regős József Matis Géza Pécsi VSK                      | 3:21,4                                                 |
| 4 × 800 m                          | Zemen János Nagy Vilmos Fekete Sándor Zsinka András Újpesti Dózsa                       | 7:35,8                                                 | Horváth Ernő Benyovszky István Ligetkúti Ákos Papp Sándor Bp. Építők                     | 7:40,8                                                 | Regős József Kiss Endre Benkovics László Honti Róbert Pécsi VSK                      | 7:41,8                                                 |
| 4 × 1500 m                         | Jóny István Kapás Géza Szabó János Török János Bp. Honvéd                               | 15:47,2                                                | Molnár Sándor Szerényi János Rózsa István Hazai Balázs Bp. Vasas                         | 15:47,6                                                | Nagy Suba Zoltán Sári Elek Orosházi Csaba Debreceni VSC                              | 15:57,2                                                |
| 110 m gát                          | Mélykuti Béla Bp. Spartacus                                                             | 14,4                                                   | Milassin Lóránd Bp. Honvéd                                                               | 14,5                                                   | Topor Béla Csepel SC                                                                 | 14,9                                                   |
| 400 m gát                          | Kövesdi István Bp. Honvéd                                                               | 52,9                                                   | Árva István Újpesti Dózsa                                                                | 53,7                                                   | Koppányi Zsolt MTK                                                                   | 53,8                                                   |
| 3000 m akadály                     | Máthé Sándor Újpesti Dózsa                                                              | 8:39,8                                                 | Hazai Balázs Bp. Vasas                                                                   | 8:43,0                                                 | Jóny István Bp. Honvéd                                                               | 8:55,0                                                 |
| 20 km gyaloglás június 7.          | Dalmati János Bp. Honvéd                                                                | 1:33:21,0                                              | Kiss Antal Tatabányai Bányász                                                            | 1:34:46,6                                              | Antal Andor Szegedi VSE                                                              | 1:36:15,0                                              |
| 50 km gyaloglás június 28.         | Dalmati János Bp. Honvéd                                                                | 4:29:21,8                                              | Aranyi László Szegedi VSE                                                                | 4:42:32,4                                              | Schiller Tivadar Tatabányai Bányász                                                  | 4:54:40,6                                              |
| magasugrás                         | Kelemen Endre TFSE                                                                      | 214 cm                                                 | Tihanyi József TFSE                                                                      | 211 cm                                                 | Dóczi Ferenc Nagykanizsai Bányász                                                    | 211 cm                                                 |
| távolugrás                         | Kalocsai Henrik Bp. Honvéd                                                              | 772 cm                                                 | Margitics Béla Újpesti Dózsa                                                             | 747 cm                                                 | Pajor Ferenc Újpesti Dózsa                                                           | 743 cm                                                 |
| hármasugrás                        | Kalocsai Henrik Bp. Honvéd                                                              | 16,18 m                                                | Cziffra Zoltán Bp. Honvéd                                                                | 16,09 m                                                | Ivanov Dragan Kaposvári Dózsa                                                        | 15,85 m                                                |
| rúdugrás                           | Kalmár Mihály Bp. Spartacus                                                             | 470 cm                                                 | Steinhacker Róbert Bp. Spartacus                                                         | 470 cm                                                 | Schulek Ágoston Bp. Vasas                                                            | 470 cm                                                 |
| súlylökés                          | Varjú Vilmos Újpesti Dózsa                                                              | 19,16 m                                                | Holub Sándor Bp. Honvéd                                                                  | 19,07 m                                                | Nagy György BEAC                                                                     | 18,89 m                                                |
| diszkoszvetés                      | Tégla Ferenc Szegedi VSE                                                                | 61,92 m                                                | Fejér Géza Bp. Honvéd                                                                    | 61,74 m                                                | Murányi János Bp. Spartacus                                                          | 57,38 m                                                |
| gerelyhajítás                      | Csík József Bp. Építők                                                                  | 82,72 m                                                | Erdélyi György BEAC                                                                      | 74,80 m                                                | Boros Sándor Újpesti Dózsa                                                           | 73,62 m                                                |
| kalapácsvetés                      | Zsivótzky Gyula Újpesti Dózsa                                                           | 70,78 m                                                | Encsi István Bp. Építők                                                                  | 67,92 m                                                | Eckschmiedt Sándor Újpesti Dózsa                                                     | 64,86 m                                                |
| tízpróba október 3–4.              | Bakai József Csepel SC                                                                  | 7342                                                   | Czabán Dániel Bp. Építők                                                                 | 6679                                                   | Hausz Frigyes MAFC                                                                   | 6573                                                   |
| maraton augusztus 30.              | Tóth Gyula Ózdi Kohász                                                                  | 2:22:18,2                                              | Mecser Lajos Salgótarjáni BTC                                                            | 2:22:24,6                                              | Szerényi János Bp. Vasas                                                             | 2:23:39,2                                              |
| mezei futás március 29.            | Mecser Lajos Salgótarjáni BTC                                                           | 31:26,0                                                | Simon Dénes Bp. Spartacus                                                                | 31:47,4                                                | Török János Bp. Honvéd                                                               | 31:48,0                                                |
| kis mezei futás (5 km) március 29. | Varga Nándor Bp. Honvéd                                                                 | 15:30                                                  | Játékos Pál Tatabányai Bányász                                                           | 15:42,8                                                | Sári Elek Debreceni VSC                                                              | 16:01,0                                                |
| csapat 5000 m szeptember 27.       | Szabó János Jóny István Kapás Géza Magyar Károly Török János Bp. Honvéd                 | 45                                                     | Rózsa István Szerényi János Molnár György Hazai Balázs Skorka György Vasas               | 67                                                     | Tóth Béla Máté Sándor Fancsali András Vaskó László Vasas István Újpesti Dózsa        | 96                                                     |
| csapat 20 km gyaloglás június 7.   | Antal Andor Grandpierre Csaba Aranyi László Szegedi VSE                                 | 5:00:16,8                                              | Kiss Antal Schiller Tivadar Szabó János Tatabányai Bányász                               | 5:02:09,0                                              | Havasi István Dinesz Béla Csermendi László Bp. Postás                                | 5:23:29,0                                              |
| csapat 50 km gyaloglás június 28.  | Egyik csapat sem tudott értékelhetően a célba érkezni.                                  | Egyik csapat sem tudott értékelhetően a célba érkezni. | Egyik csapat sem tudott értékelhetően a célba érkezni.                                   | Egyik csapat sem tudott értékelhetően a célba érkezni. | Egyik csapat sem tudott értékelhetően a célba érkezni.                               | Egyik csapat sem tudott értékelhetően a célba érkezni. |
| csapat maraton augusztus 30.       | Homoki Vince Salpa János Demeter István Komlói Bányász                                  | 7:39:26,6                                              | Simon Dénes Pintér János Kun István Bp. Spartacus                                        | 8:03:47,2                                              | Szekeres Ferenc Janek György Kiss József Csepel SC                                   | 8:14:21,8                                              |
| csapat magasugrás május 2–3.       | Major István Noszály Sándor Schramek Gyula Katona Gábor Tatai János Bp. Honvéd          | 200,4 cm                                               | Szepesi Ádám Erki Imre Krasovecz Ferenc Győrfi Péter Skoumal András BEAC                 | 191,4 cm                                               | Kelemen Endre Tihanyi József Hollósi Tibor Kovács Bősze TFSE                         | 189,0 cm                                               |
| csapat távolugrás                  | Kalocsai Henrik Cziffra Zoltán Katona Gábor Záborszky Tibor Sárközi András Bp. Honvéd   | 720,8 cm                                               | Pajor Ferenc Margitics Béla Viskovics Károly Krajcsi Gábor Bukovecz Károly Újpesti Dózsa | 674,2 cm                                               | Kandár Tibor Lugosi Károly Alsóvölgyi István Kerényi Zoltán Szöllősi László MAFC     | 662,8 cm                                               |
| csapat hármasugrás                 | Cziffra Zoltán Kalocsai Henrik Kiss László Katona Gábor Sárközi András Bp. Honvéd       | 14,734 m                                               | Urbán László Blazsek István Szepesi Ádám Pivkovics Pál Andor György BEAC                 | 13,636 m                                               | Pajor Ferenc Bukovecz Károly Margitics Béla Tomaj László Földi Lajos Újpesti Dózsa   | 13,282 m                                               |
| csapat rúdugrás                    | Steinhacker Róbert Kalmár Mihály Tamás István Moldvai Ferenc Miskei János Bp. Spartacus | 400,0 cm                                               | Kalló Dezső Skoumal András Szepesi Ádám Andor György Ruda Mihály BEAC                    | 386,0 cm                                               | Szmodics József Dittrich Tamás Senkei János Ruján Pál Franke László Bp. Honvéd       | 352,0 cm                                               |
| csapat súlylökés                   | Holub Sándor Fejér Géza Vinkó György Szalai György Gyergyói János Bp. Honvéd            | 15,236 m                                               | Teveli Mihály Nagy Zsigmond Szegletes Ferenc Németh Varga Bp. Vasas                      | 14,292 m                                               | Gőcze Csaba Smidelius Attila Németh Pál Bognár Károly Gőcze Aba Szombathelyi SE      | 13,438 m                                               |
| csapat diszkoszvetés               | Fejér Géza Holub Sándor Szauer Béla Gyergyói János Dittrich Tamás Bp. Honvéd            | 49,624 m                                               | Szegletes Ferenc Teveli Mihály Klics Ferenc Nagy Zsigmond Kácsor József Bp. Vasas        | 45,816 m                                               | Murányi János Hubai Gyula Búzás Sándor Petőváry Attila Varga Sándor Bp. Spartacus    | 43,416 m                                               |
| csapat gerelyhajítás               | Németh Miklós Temesi András Vajna Gábor Nick Árpád Mátraházi Róbert Bp. Vasas           | 62,228 m                                               | Zarubai Iván Boros Sándor Csáki József Fehérvári György Takács István Újpesti Dózsa      | 59,532 m                                               | Harmath Attila Jovanovity István Dittrich Tamás Pajtás Dénes Pethő György Bp. Honvéd | 57,956 m                                               |
| csapat kalapácsvetés               | Sajtár Lajos Mecseki Attila Szegletes Ferenc Vályi Ferenc Németh I Bp. Vasas            | 51,556 m                                               | Regős Imre Fejér Géza Vona Ferenc Farkas János Király László Bp. Honvéd                  | 51,384 m                                               | Trényi Imre Török Béla Tóth László Nikolasev Vejkó Katona András SZEOL               | 49,668 m                                               |
| tízpróba csapat október 3–4.       | Bakai József Hossala József Zborovszky Béla Csepel SC                                   | 19 000                                                 | Senkei János Dittrich Tamás Balogh Miklós Bp. Honvéd                                     | 18 767                                                 | Nyerges Mihály Szepesi Ádám Kalló Dezső BEAC                                         | 18 077                                                 |
| csapat mezei futás március 29.     | Török János Jóny István Kapás Géza Szabó János Magyar Károly Bp. Honvéd                 | 55                                                     | Szerényi János Szentiványi Gergely Rózsa István Hazai Balázs Gyarmati Bp. Vasas          | 106                                                    | Dudás István Homoki Vince Schalpa János Fogarassy Sándor Velez Lázár Komlói Bányász  | 116                                                    |
| csapat kis mezei futás március 29. | Varga Nándor Szatmári Sándor Báthori Gábor Ita Jenő Kovács Sándor Bp. Honvéd            | 52                                                     | Fancsali András Vaskó László Koczanda Ottokár Fekete Sándor Huszai Újpesti Dózsa         | 99                                                     | Kormos László Papp Sándor Benyovszky István Zöldi Horváth Ernő Bp. Építők            | 112                                                    |

### Nők
| Versenyszám                    | Arany                                                                                     | Arany    | Ezüst                                                                             | Ezüst    | Bronz                                                                                   | Bronz    |
| ------------------------------ | ----------------------------------------------------------------------------------------- | -------- | --------------------------------------------------------------------------------- | -------- | --------------------------------------------------------------------------------------- | -------- |
| 100 m                          | Havas Judit BEAC                                                                          | 11,5     | Bartos Lászlóné Újpesti Dózsa                                                     | 11,8     | Papp Attiláné Bp. Vasas                                                                 | 11,9     |
| 200 m                          | Balogh Györgyi Bp. Vasas                                                                  | 23,3     | Havas Judit BEAC                                                                  | 24,1     | Séfer Rozália Szombathelyi Haladás                                                      | 24,5     |
| 400 m                          | Séfer Rozália Szombathelyi Haladás                                                        | 55,6     | Lázár Magdolna Debreceni Építők                                                   | 56,3     | Pusztai Éva Bp. Vasas                                                                   | 56,7     |
| 800 m                          | Kulcsár Magdolna Bp. Vasas                                                                | 2:08,8   | Szenteleki Sára Bp. Építők                                                        | 2:09,1   | Budavári Mária Bp. Honvéd                                                               | 2:11,1   |
| 1500 m                         | Szenteleki Sára Bp. Építők                                                                | 4:23,1   | Kulcsár Magdolna Bp. Vasas                                                        | 4:26,2   | Budavári Mária Bp. Honvéd                                                               | 4:28,7   |
| 4 × 100 m október 12–13.       | Pusztai Éva Papp Attiláné Balogh Györgyi Markó Margit Bp. Vasas                           | 46,1     | Bata Erzsébet Orosz Irén Bartos Lászlóné Kispál Jánosné Újpesti Dózsa             | 47,2     | Zsom Erzsébet Velekei Márta Mohácsi Péterné Encsi Istvánné Bp. Építők                   | 48,5     |
| 4 × 200 m                      | Pusztai Éva Kulcsár Magdolna Papp Attiláné Balogh Györgyi Bp. Vasas A                     | 1:38,4   | Bata Erzsébet Orosz Irén Kispál Jánosné Bartos Lászlóné Újpesti Dózsa             | 1:41,0   | Payer Margit Kasza Mária Füle Zsuzsa Horváth Erzsébet Bp. Vasas B                       | 1:44,3   |
| 4 × 400 m                      | Pusztai Éva Kulcsár Magdolna Papp Attiláné Balogh Györgyi Bp. Vasas                       | 3:46,1   | Encsi Istvánné Mohácsi Péterné Velekei Márta Szenteleki Sára Bp. Építők           | 3:54,2   | Gál Lászlóné Csipán Borbála Lázár Éva Budavári Mária Bp. Honvéd                         | 3:55,1   |
| 3 × 800 m                      | Pethő Mária Csipán Borbála Budavári Mária Bp. Honvéd                                      | 6:53,8   | Lipcsei Irén Szűcs Kornélia Lázár Magdolna Debreceni Építők                       | 6:56,0   | Mohácsi Péterné Velekei Márta Szenteleki Sára Bp. Építők                                | 7:02,0   |
| 100 m gát                      | Kiss Mária Nyíregyházi TKF                                                                | 14,2     | Bruzsenyák Ilona Debreceni EAC                                                    | 14,7     | Wieland Ilona Komlói Bányász                                                            | 14,7     |
| magasugrás                     | Komka Magdolna Salgótarjáni Kohász                                                        | 172 cm   | Bíró Éva Salgótarjáni Kohász                                                      | 168 cm   | Szabó Papp Orsolya TFSE                                                                 | 164 cm   |
| távolugrás                     | Skultéty Eta Újpesti Dózsa                                                                | 620 cm   | Woth Klára TFSE                                                                   | 619 cm   | Tóth Vera MTK                                                                           | 614 cm   |
| súlylökés                      | Bognár Judit Bp. Honvéd                                                                   | 16,06 m  | Kontsek Jolán Újpesti Dózsa                                                       | 15,06 m  | Skultéti Mária Debreceni ASE                                                            | 14,76 m  |
| diszkoszvetés                  | Kontsek Jolán Újpesti Dózsa                                                               | 59,72 m  | Stugner Judit Újpesti Dózsa                                                       | 56,32 m  | Nyitrai Zsuzsa Diósgyőri VTK                                                            | 54,32 m  |
| gerelyhajítás                  | Paulányi Magda Bp. Honvéd                                                                 | 54,50 m  | Antal Márta Bp. Vasas                                                             | 51,84 m  | Krajcsovics Jánosné Bp. Honvéd                                                          | 49,70 m  |
| ötpróba október 3–4.           | Papp Margit Csepel SC                                                                     | 4563     | Bruzsenyák Ilona Debreceni EAC                                                    | 4411     | Balogh Katalin Zalaegerszegi TE                                                         | 4158     |
| mezei futás 1,8 km március 29. | Csipán Borbála Bp. Honvéd                                                                 | 6:12,8   | Velekei Márta Bp. Építők                                                          | 6:14,4   | Kulcsár Magdolna Bp. Vasas                                                              | 6:15,0   |
| csapat magasugrás május 2–3.   | Jákói Aranka Balogh Györgyi Angyal Erzsébet Tótfalusi Mária Petress Emőke Bp. Vasas       | 155,4 cm | Szabó Papp Orsolya Csőke Éva Martos Emőke Maros Éva Szatmári Erzsébet TFSE        | 148,2 cm | Arany Andrea Samu Zsuzsa Kreisz Andrea Nyíri Ibolya Selyei Judit Csepel SC              | 146,8 cm |
| csapat távolugrás              | Kispál Jánosné Ziegner Anikó Balatoni Anna Bata Erzsébet Szekeres Ibolya Újpesti Dózsa    | 548,8 cm | Pap Mária Sasgáti Emese Schleer Ildikó Redeczky Mária Kovács Annamária Bp. Honvéd | 531,6 cm | Woth Klára Benyáts Erzsébet Maros Éva Balogh Nádasi Katalin TFSE                        | 521,0    |
| csapat súlylökés               | Lendvay Ödönné Paulányi Magda Armuth Edit Krajcsovics Józsefné Giber Vera Bp. Honvéd      | 12,698 m | Kontsek Jolán Stugner Judit Mikuss Judit Gradwohl Klára Varga Mária Újpesti Dózsa | 12,120 m | Nagy Judit Zrínyi Katalin Radnai Ágnes Angyal Erzsébet Antal Márta Bp. Vasas            | 11,708 m |
| csapat diszkoszvetés           | Stugner Judit Kontsek Jolán Gradwohl Klára Fejes Rózsa Varga Mária Újpesti Dózsa          | 42,276 m | Rácz Mária Kótai Margit Monostori Klára Géczy Zsuzsa Gözsi Bp. Építők             | 35,312 m | Bognár Judit Pintér Júlia Armuth Edit Krajcsovics Józsefné Paulányi Magda Bp. Honvéd    | 35,296 m |
| csapat gerelyhajítás           | Paulányi Magda Krajcsovics Józsefné Török Katalin Vágási Aranka Várszegi Ágnes Bp. Honvéd | 40,424 m | Antal Márta Radnai Ágnes Egressy Mária Mészáros Mariann Szegfű Klára Bp. Vasas    | 37,000 m | Petőváry Attiláné Jakobicz Éva Miklós Judit Taraszár Edit Czabán Dánielné Bp. Spartacus | 36,288 m |
| csapat ötpróba október 3–4.    | Nagy Attiláné Szabó Ferencné Juhász Mária Szolnoki MÁV                                    | 11 411   | Zink Teréz Lak Beáta Kondricz Erzsébet BEAC                                       | 10 523   | Batta Erzsébet Oros Ferencné Boldizsár Piroska Újpesti Dózsa                            | 10 397   |
| csapat mezei futás március 29. | Velekei Márta Szenteleki Sára Gyenei Katalin Bp. Építők                                   | 21       | Böröczki Zsuzsa Müller Tóth Győri Dózsa                                           | 43       | Csipán Borbála Budavári Mária Tamás Bp. Honvéd                                          | 43       |